# میتریایوو
میتریایوو (انگلیسی: Mitryayevo) یک شهرک در شهرستان میشکینسکی استان باشقیرستان کشور روسیه است.